# Rapolla
Rapolla is een gemeente in de Italiaanse provincie Potenza (regio Basilicata) en telt 4617 inwoners (31-12-2004). De oppervlakte bedraagt 29,1 km², de bevolkingsdichtheid is 160 inwoners per km².

## Demografie
Rapolla telt ongeveer 1626 huishoudens. Het aantal inwoners steeg in de periode 1991-2001 met 4,5% volgens cijfers uit de tienjaarlijkse volkstellingen van ISTAT.
| Jaar | Inwoneraantal |
| ---- | ------------- |
| 1991 | 4447          |
| 2001 | 4648          |

## Geografie
De gemeente ligt op ongeveer 447 m boven zeeniveau.
Rapolla grenst aan de volgende gemeenten: Barile, Lavello, Melfi, Rionero in Vulture, Venosa.